# Whole Lotta Rosie
Singles de AC/DC
Let There Be Rock
(1977) Rock 'n' Roll Damnation
(1978)
Pistes de Let There Be Rock
Hell Ain't a Bad Place to Be
Whole Lotta Rosie est la 8e et dernière piste de l'album Let There Be Rock du groupe AC/DC.
Elle est chantée lors de tous leurs concerts et, depuis 1990, une poupée gonflable géante est utilisée comme décor pour cette chanson.

## Reprises
- Acid Drinkers, album Fishdick (1994)
- W.A.S.P., album Still Not Black Enough (1995).
- The King, album Gravelands (1997).
- The Lucky Devils, groupe de psychobilly, sur leur 3e album, Black with Flames (2003)
- Hayseed Dixie, album Let There Be Rockgrass (2004)
- Vitamin String Quartet (2008)

Reprises 'live' :
- Guns N' Roses a repris la chanson en concert à leurs débuts et lors de leur tournée Chinese Democracy (tournée débuté en 2009). Une de leurs performances a d'ailleurs été enregistrée et est sortie en 1988 sur leur EP Live from the Jungle, un CD réalisé seulement au Japon, et en tant que face B de leur single Welcome to the Jungle.
- Anthrax a repris cette chanson en concerts en 2003 et 2004.
- Sweet a repris cette chanson en concert.
- Airbourne, groupe de Hard rock australien, a repris la chanson sur scène.
- Bullet for My Valentine, a repris la chanson lors d'un live à la BBC Radio 1. Cette chanson fait partie des titres bonus de leur album Temper Temper (2013)
- Shaka Ponk, groupe d'électro-rock français, a repris cette chanson en session live dans #LedriveRTL2 du 04 novembre 2017.

## Anecdotes
• Bon Scott a écrit cette chanson pour Rosie, une fille d’un soir, parce qu’elle était particulièrement obèse, d’où la taille exorbitante de la poupée.
- Au live à Paris en 1979 (à la 3e minute), Angus casse une corde et va changer de guitare, il retourne sur scène, accorde sa guitare et joue sans sangle jusqu'au moment où un roadie vient pour lui en accrocher une, le tout sans s'arrêter de jouer.
- Après la mort de Bon Scott en 1980, Brian Johnson chanta Whole Lotta Rosie lorsqu'il fut auditionné par AC/DC[1].
- "Angus the bull", la mascotte du Aberdeen F.C., joue le riff de Whole Lotta Rosie.